# Warpsgrove
Warpsgrove – osada w Anglii, w hrabstwie Oxfordshire, w dystrykcie South Oxfordshire, w civil parish Chalgrove. Leży 10 km od miasta Thame. W 1931 roku civil parish liczyła 16 mieszkańców. Warpsgrove jest wspomniana w Domesday Book (1086) jako Werplesgrave.